# Disease (singolo)
Disease è un singolo del gruppo musicale statunitense Beartooth, il secondo estratto dal terzo album in studio Disease, pubblicato il 31 luglio 2018.

## Video musicale
Il video ufficiale del brano, pubblicato il 23 luglio 2018, è stato diretto e scritto da Drew Russ e prodotto da Alex Valentine.

## Tracce
Testi e musiche di Caleb Shomo.
1. Disease – 3:48

## Formazione
- Caleb Shomo – voce, chitarra, basso, batteria

## Classifiche
| Classifica (2018)             | Posizione massima |
| ----------------------------- | ----------------- |
| Stati Uniti (mainstream rock) | 9                 |
| Stati Uniti (rock)            | 35                |
| Classifica (2019)             | Posizione massima |
| Stati Uniti (rock airplay)    | 30                |